# Centro Floral de la Prefectura de Hyōgo

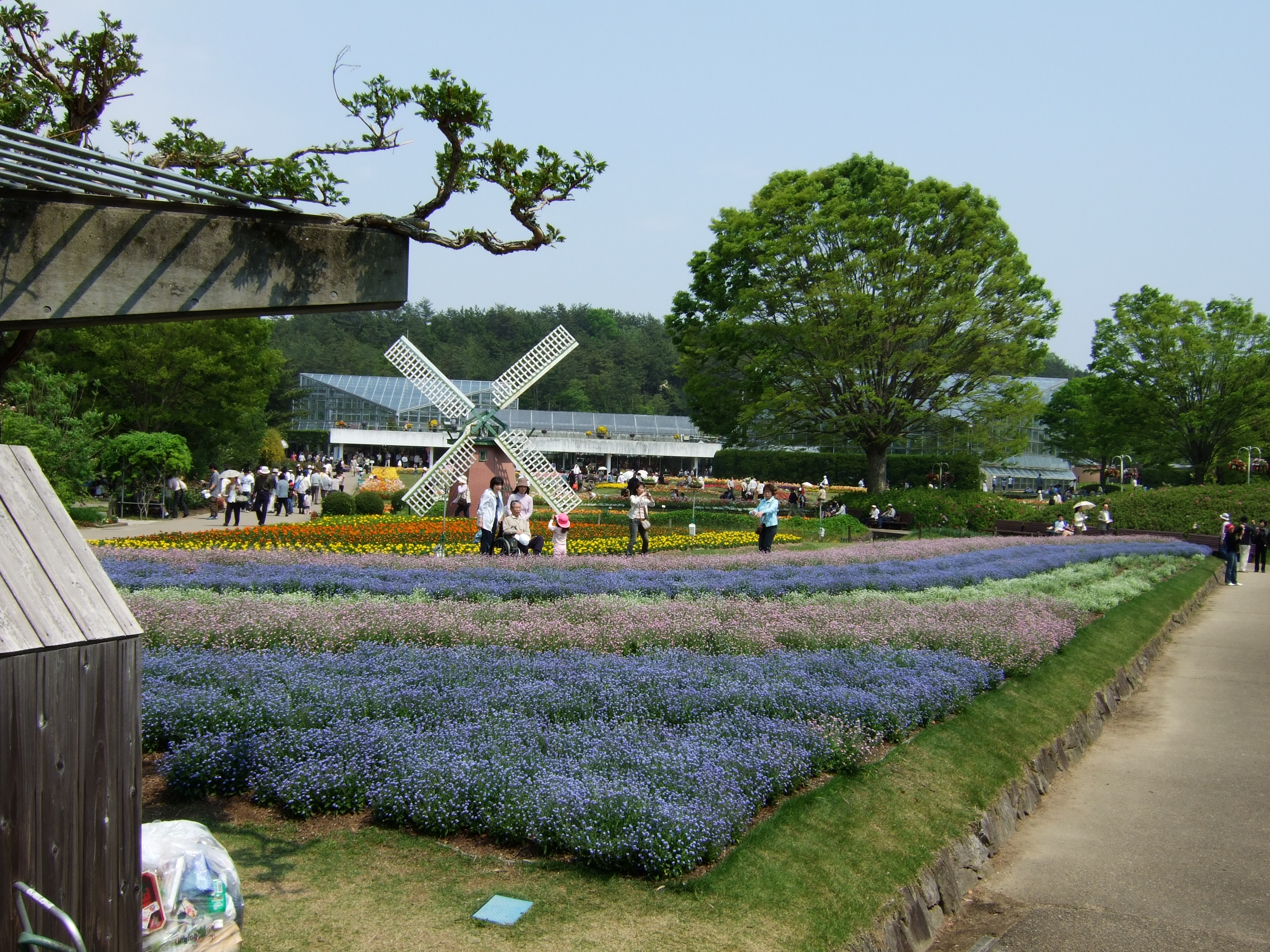
Centro floral de la Prefectura de Hyogo.

El Centro floral de la Prefectura de Hyogo en japonés: 兵庫県立フラワーセンター es un jardín botánico de 460 000 m² de extensión, con administración municipal de la ciudad de Kasai (Hyōgo), Japón. Su código de identificación internacional es HYOFC.

## Localización
Se ubica en Hyogo Prefecture Flower Center
1282-1 Iimori, Toyokura, Kasai, P.C. 679-01 prefectura de Hyōgo, Japón. 
- Teléfono: 07904 7 1182

El jardín botánico abre sus puertas diariamente excepto los lunes, hay que pagar una tarifa de entrada.

## Historia
El jardín botánico fue inaugurado en abril de 1974. 

## Colecciones
En el jardín botánico entre sus colecciones destacan:
- Invernaderos, hay varios de gran tamaño y en ellos se encuentra entre otras una colección de orquídeas con unas 20 000 macetas, de 1,300 especies silvestres recolectadas de todo el mundo (Aerangis biloba, Angraecum leonis, Brassavola cucullata, Megaclinium purpereo, Odontoglossum insleaye,... ) y numerosos cultivares.
- Rosaleda, colección de rosas silvestres y cultivares
- Colección de Gesneriaceae, cientos de especies e híbridos de estas plantas tropicales además de Chirita y Streptocarpus.
- Colección de Begoniaceae
- Colección de Chrysanthemum